# 光離子化檢測儀
光離子化檢測儀或PID(Photoionization detector)是一種氣態檢測儀。
光離子化檢測儀是利用惰性氣體真空放電現象所產生的紫外線 (VUV)，使待測氣體分子發生電離，並通過測量離子化後的氣體所產生的電流強度，從而得到待測氣體濃度。可以用來測量揮發性有機化合物和其他濃度從sub-ppb(約十億分之一)到10000ppm的氣體。是一種有效且平價的檢測儀。檢測時會持續獲得每單位時間偵測到的訊號，將這些資料重疊分析後，即可得到我們所要的資訊，為一種精確而有效的檢測手段，在今天獲得了越來越廣泛的應用。手提式的的分析器則是被廣泛的應用在軍事、工業和狹小工作設施的安全等方面。
PID常被用來:
- 最低爆炸下限(指可燃氣體或蒸氣在空氣中最低的濃度)的測量
- 氨的檢測
- 有害物質的掌控
- 縱火原因的調查
- 工業上衛生和安全
- 室內的空氣品質監測
- 環境的汙染和整治
- 無塵室設施的維護

## 原理
原先的光離子化檢測儀是被應用在氣態色譜(GC)離子檢測儀上。高能量的光子，通常在紫外光(UV)的波長範圍內，破壞了分子，形成正價離子與一個電子。從GC氣態色譜儀管柱上所沖洗下來的化合物在吸收高能量的UV光後會被離子化。紫外光會激發分子,導致分子暫時性的失去電子而形成帶正電的離子。氣體分子變成帶電的離子後會產生一股電流，這股電流就是檢測儀所偵測到的訊號的輸出方式。反應物濃度越高會解離成更多離子，產生更大的電流，因此訊號強度越強。
電流會被放大並且在安培計上被檢測出來。普遍認為離子在通過檢測後會重新組合成原來的分子，然而，只有一小部分會重新結合成原本的分子。因此，實際的影響(如果發生的話)是可以忽略不計的。

## 應用
獨立式PID檢測儀是寬帶檢測儀且不具有選擇性。在搭配上色譜技術或前處理管，如苯特化管，後則會具有高度選擇性。PID只能用來檢測電離能相似或低於PID中使用的燈所產生的光子能量的物質。這種選擇方式在分析混合物裡少數成分具有的特性時相當有用。　
PID通常是用異丁烯來做校准，在其他分析物的濃度差異上，可能會產生一個相對影響的反應。雖然許多PID製造商提供了編寫儀器裡化學定量分析校正係數的能力，然而，PID廣泛的選擇性意味著使用者必須確定被測量的氣體或蒸汽的種類。如果輸入苯的校正係數到儀器當中，但以己烷蒸汽去測量，其測出己烷反應較低將導致空氣中己烷的實際濃度被低估，使用者也會不知道一直是以己烷進行測量，而不是苯。
PID是一種非破壞性的檢測儀器。在檢測的時候並不會破壞/消耗組成物。因此，PID可在多重儀器檢測中優先使用。若PID在高濕度或高濃度化合物，如甲烷，的檢測環境下，其產生的訊號會變弱。此衰減是由於具有高離子化電位(IP)值的化合物、水和甲烷吸收由紫外光所散射出的能量而不會導致離子電流的產生。這降低了能電離分析物的高能光子的數量，因而降低了離子化的效率。